# Greenideoida bhalukpongensis
Greenideoida bhalukpongensis är en insektsart. Greenideoida bhalukpongensis ingår i släktet Greenideoida och familjen långrörsbladlöss. Inga underarter finns listade i Catalogue of Life.